# Asterope
Asterope (21 Tauri) is een zwakke ster in het sterrenbeeld Stier (Taurus).
De ster staat ook bekend als Sterope I en maakt deel uit van de sterrenhoop Pleiaden.